# Kaliumperklorat
Kaliumperklorat (KClO4) är ett salt av kalium och perklorsyra.

## Egenskaper
Kaliumperklorat är i likhet med andra perklorater ett starkt oxidationsmedel. Det bildar färglösa, romboediska kristaller som har den lägsta lösligheten i vatten av alla perklorater.

## Framställning
Kaliumperklorat framställs genom att blanda natriumperklorat (NaClO4) med kaliumklorid (KCl).
{\displaystyle {\rm {NaClO_{4}+KCl\rightarrow KClO_{4}+NaCl}}}
Det går också att framställa kaliumperklorat genom att hetta upp kaliumklorat (KClO3) tills det sönderfaller i kaliumperklorat och kaliumklorid.
{\displaystyle {\rm {2\ KClO_{3}\ {\xrightarrow {heat}}\ KClO_{4}+KCl+O_{2}}}}

## Användning
Vid sidan av kaliumnitrat är kaliumperklorat ett av de vanligare oxidationsmedlen i pyrotekniska satser. Exempelvis förekommer kaliumperklorat i "häxpipor", detta i kombination med bränslet kaliumbensoat.
I större raketer så har det allt mer ersatts med ammoniumperklorat (NH4ClO4).